# Gina Rodriguez
Gina Rodriguez (Chicago, 30 juli 1984) is een Amerikaanse actrice van Puerto Ricaanse afkomst. Ze is vooral bekend van haar hoofdrol in de tv-serie Jane the Virgin.

## Biografie

### Jeugd en opleiding
Gina Rodriguez werd in 1984 geboren in Chicago. Ze heeft twee oudere zussen en een broer. Ze kreeg een katholieke opvoeding. Als kind trad ze als salsadanseres op in de dansvereniging Fantasia Juvenil. Rodriguez studeerde aan de St. Ignatius College Prep en Tisch School of the Arts van New York University. Ze volgde ook een acteeropleiding bij de Atlantic Theater Company en de Experimental Theatre Wing.

### Acteercarrière
Vanaf 2004 kreeg Rodriguez regelmatig bijrollen in televisieseries. Ze was te zien in afleveringen van Law & Order, Eleventh Hour, 10 Things I Hate About You, Army Wives en Rizzoli & Isles. In 2011 vertolkte ze voor het eerst het personage Beverly in de soapserie The Bold and the Beautiful. In totaal zou ze vijftien afleveringen aan de reeks meewerken. In 2008 maakte Rodriguez haar filmdebuut met het drama Calling It Quits.
Haar doorbraak kwam er met haar hoofdrol in de serie Jane the Virgin, dat gebaseerd was op de Venezolaanse telenovela Juana la Virgen. Voor haar vertolking won ze in 2015 een Golden Globe. In augustus 2015 was ze ook de gastvrouw van de Teen Choice Awards.

## Privé
Rodriguez is getrouwd en moeder van een zoon.

## Filmografie

### Film
- Calling It Quits (2008)
- Our Family Wedding (2010)
- Go for It! (2011)
- Filly Brown (2012)
- California Winter (2012)
- Enter the Dangerous Mind (2013)
- Sleeping with the Fishes (2013)
- Sharon 1.2.3. (2015)
- Deepwater Horizon (2016)
- Annihilation (2018)
- Someone Great (2019)
- Miss Bala (2019)
- Kajillionaire (2020)
- Awake (2021)
- Parachute (2023)

### Televisie
- Law & Order (2004-2008) (2 afleveringen)
- Jonny Zero (2005) (1 aflevering)
- Eleventh Hour (2009) (1 aflevering)
- 10 Things I Hate About You (2010) (1 aflevering)
- Army Wives (2010) (3 afleveringen)
- My Super Psycho Sweet 16: Part 2 (2010) (tv-film)
- Happy Endings (2011) (1 aflevering)
- The Mentalist (2011) (1 aflevering)
- The Bold and the Beautiful (2011-2012) (15 afleveringen)
- No Names (2012) (3 aflevering)
- Longmire (2013) (1 aflevering)
- Rizzoli & Isles (2013) (1 aflevering)
- Jane the Virgin (2014-2019) (100 aflevering)
- Brooklyn Nine-Nine (2018) (1 aflevering)
- Not dead yet (2023) (13 afleveringen)
- Will Trent (2025) (11 afleveringen)

## Prijzen en nominaties
| Jaar | Film            | Prijs             | Categorie                             | Resultaat   |
| ---- | --------------- | ----------------- | ------------------------------------- | ----------- |
| 2015 | Jane the Virgin | Golden Globe      | Beste tv-actrice (musical of komedie) | Gewonnen    |
| 2015 | Jane the Virgin | Teen Choice Award | Beste tv-actrice (komedie)            | Genomineerd |
| 2015 | Jane the Virgin | Teen Choice Award | Beste doorbraak (televisie)           | Genomineerd |
| 2015 | Jane the Virgin | Teen Choice Award | Beste tv-kus (Liplock)                | Genomineerd |
| 2016 | Jane the Virgin | Golden Globe      | Beste tv-actrice (musical of komedie) | Genomineerd |
| 2016 | Jane the Virgin | Satellite Award   | Beste tv-actrice (musical of komedie) | Genomineerd |